# 雅鲁站
雅鲁站是位于内蒙古自治区牙克石市雅鲁村的一个铁路车站，邮政编码22182。车站建于1901年，有滨洲铁路经过该站，现办理客运货运业务，车站及其上下行区间均未电气化。车站距离哈尔滨站510公里，隶属哈尔滨铁路局，是四等站。
1. ↑  Мелихов Г.В.  (PDF). Русский путь. 2003  [2022-06-24]. （原始内容 (PDF)存档于2022-04-03）.